# Coluccio Salutati

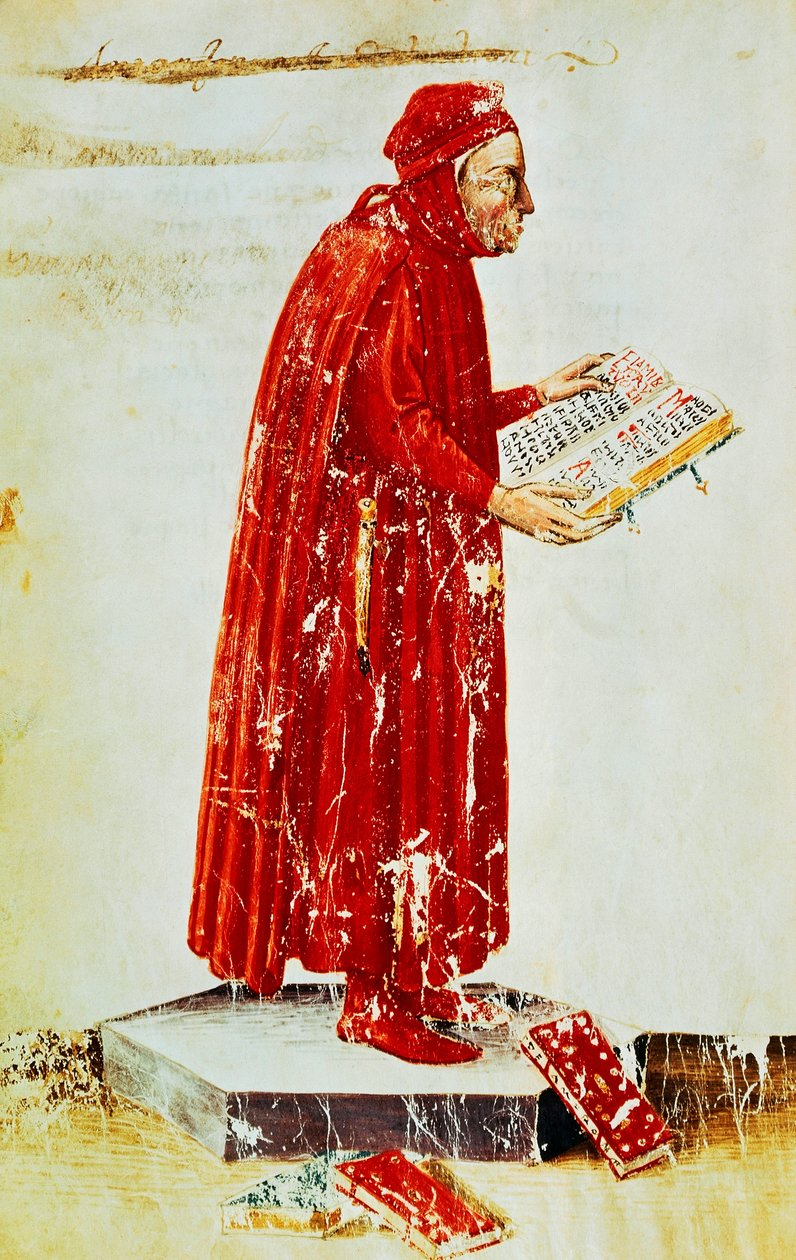
Coluccio Salutati, tu na miniaturze z XV w.

Coluccio Salutati (ur. 16 lutego 1331 w Stignano w Valdinievole koło Pistoi, zm. 4 maja 1406 we Florencji) – jeden z liderów życia kulturalnego i politycznego w renesansowej Florencji
Studiował w Bolonii, gdzie schronił się razem z ojcem gwelfem po zwycięstwie gibelinów w Lukce.
W roku 1350 powrócił do Stignano i tu rozpoczął działalność jako notariusz. Było to pierwsze z licznych stanowisk administracyjnych, które później piastował w wielu miejscowościach północnych i środkowych Włoch. Notariat był profesją, w której można było połączyć zadania praktyczne z wiedzą humanistyczną. Colucci poświęcił się kulturze już w czasach młodości, w których miał sposobność poznać Francesca Petrarkę i Giovanniego Boccaccia. Punktem kulminacyjnym jego kariery było objęcie w 1372 r. stanowiska kanclerza (wysokiego urzędnika posiadającego dużą władzę w zakresie kontroli nad zarządem miejskim) we Florencji. Od tamtej chwili mógł też rozwijać swoją działalność kulturalną. Poświęcił się w szczególności cierpliwemu – i owocnemu – gromadzeniu dzieł klasyków. Jego postawa uczyniła zeń przykład moralności i swoistej wykładni powiązania kultury z działalnością polityczną, która przynosząc mu wielu uczniów – od Piera Paola Vergerio il Vecchio, po Florentczyków: Poggia Braccioliniego, wespół z którym promował nowe piśmiennictwo humanistyczne, i Leonarda Bruni, który kontynuował dzieło mistrza również w zakresie rozpowszechniania kultury greckiej. We Florencji należał do kręgu intelektualistów zbierających się w Paradiso, willi rodziny Albertich. Poparł – właśnie on, człowiek nieznający greki – przyjazd bizantyjskiego uczonego Manuela Chryzolorasa w celu wygłoszenia publicznych wykładów. W ramach sprawowanego przez siebie urzędu, wykorzystując swoją rozległą wiedzę kulturalną, prowadził prawdziwa działalność propagandową. Wystosował m.in. gorący apel o zakończenie schizmy trapiącej Kościół, wystąpił też z ostrą krytyką złych rządów legatów papieskich. Wraz z nim kończy się w pewnym sensie heroiczna epoka florenckiego humanizmu. Łączył działalność kulturalną i życie publiczne we Florencji zapoczątkowując serię kanclerzy humanistów, którą kontynuowali Poggio Bracciolini i Bartolomeo di Giovanni Scala.